# Bathyraja trachura
Bathyraja trachura är en rockeart som först beskrevs av Gilbert 1892.  Bathyraja trachura ingår i släktet Bathyraja och familjen egentliga rockor. IUCN kategoriserar arten globalt som livskraftig. Inga underarter finns listade.